# Barahna scoria
Barahna scoria là một loài nhện trong họ Stiphidiidae.
Loài này thuộc chi Barahna. Barahna scoria được V. T. Davies miêu tả năm 2003.